# District d'Hardoi
Pour les articles homonymes, voir Hardoi (homonymie).
Le district d'Hardoi (hindi : हरदोइ ज़िला) est un district de la division de Lucknow dans l'État de l'Uttar Pradesh, en Inde, dont le chef-lieu est la ville de Hardoi. 

## Géographie
Il est contigu aux districts de Shahjahanpur et de Lakhimpur au nord, de Lucknow et de Unnao au sud, de Kanpur et de Farrukhabad à l'ouest et à celui de Sitapur à l'est. 
Le Gange et plusieurs de ses affluents traversent le Sud du district d'Hardoi. 
En 1995, les forêts du district avaient une superficie de 18 km2.
La superficie du district est de 2 528 km2.

## Démographie
Le district d'Hardoi compte cinq tehsils (Hardoi, Shahabad, Bilgram, Sandila et Sawayajpur), 19 blocks, 191 Nyay Panchayat, 1 101 Gram Sabha et 1 983 revenue villages (1883 sont inhabités). Il comprend sept Nagar Palika Parishads et 6 Nagar Panchayat.
La population du district est en 2011 de 4 092 845 habitants.
En 1901, le district d'Hardoi n'avait que 1 092 834 habitants. À cette époque, la principale ville était Shahabad avec 20 036 habitants. 

## Économie
En 1901, les principales activités du district (en dehors de l'agriculture) étaient l'industrie du bois, la production de salpêtre et le commerce des grains. Le district exportait des grains, du sucre, des peaux, du tabac et du salpêtre.

### Agriculture
L'agriculture est la principale activité du district et permet à une partie importante de la population de subsister. 3 980,45 km2 du district d'Hardoi sont dévolus à l'agriculture. Les principales cultures sont le riz (technique du paddy), la canne à sucre, le blé, les légumes et des plantes servant à la production des huiles alimentaires. Une petite partie des terres cultivées sont utilisées pour l'horticulture : goyave, mangue, herbes, etc. L'irrigation est permise par la présence des branches d'Hardoi et de Lucknow du Sarda Canal.

### Industrie
Le district d'Hardoi compte très peu d'industries. On peut néanmoins citer la principale, une usine de levure de M/s SAF YEASTR Co. Ltd (le plus gros producteur de levure d'Inde), qui est à Sandila. Cette usine fut construite en 1990 avec l'aide de la France (le plus gros producteur de levure au monde). L'usine produit notamment de la levure pour la panification, la vinification, la fabrication de la bière, en tant que nourriture, pour les arômes à base de levure et pour l'industrie pharmaceutique.
On peut également mentionner un fabricant de câbles métalliques, un moulin et une sucrerie.

## Histoire

### Occupation musulmane
Hardoi est mentionnée pour la première fois durant la colonisation musulmane. En 1028, Bwan fut envahie par Sayyid Salara Masgud. Cependant, les musulmans n'occupèrent pas la région avant 1217. Un grand nombre de batailles entre les empires moghol et afghan eurent lieu dans le district d'Hardoi en raison de sa position géographique. Humttyum vainquit Sher Shâh Sûrî entre les villes de Bligram et Sgndi.
Plus tard, en février 1856, Hardoi, appartenant alors à Ayodhya, fut annexée à l'Empire britannique après la proclamation de Lord Dalhousie. Le chef-lieu du district fut d'abord Mallanwan, mais après la révolte des Cipayes il fut transféré à Hardoi.

## Éducation
Le district d'Hardoi compte quatre universités :
- B. G. Raghuvir Sahai Inter College
- Government Degree College
- R. R. Inter College
- Shri Dev Darbar Ashram Intermediate College, Sandi

Le district dispose également de trois lycées :
- Ganga Devi Inter College
- Janta Inter College (Kachhauna)
- Shri Ram Junior High School

## Divers
Récemment (août 2005), le district fut le théâtre d'une épidémie d'encéphalite japonaise qui tua des dizaines d'enfants.